# Linie 8 (Metro Madrid)

Die Linie 8 (span. Línea 8, kurz L-8) ist eine U-Bahn-Linie der Metro Madrid. Sie führt von der Station Nuevos Ministerios im Stadtzentrum bis zur Station Aeropuerto T4 (Flughafen-Terminal 4), ist 16,4 Kilometer lang und besitzt acht Stationen. Da die Linie von Anfang an als Schnellverbindung zwischen dem Stadtzentrum und dem Messezentrum Feria de Madrid sowie dem Flughafen Madrid-Barajas geplant wurde, ist der durchschnittliche Stationsabstand rund dreimal so groß wie bei den übrigen Linien. Die vollständig unterirdisch verlaufende Linie gehört zum Großprofilnetz und die Länge der Stationen beträgt jeweils 115 Meter.
An drei Stationen kann zu anderen Metrolinien umgestiegen werden, an zwei Stationen zur Vorortbahn Cercanías. Die Verbindung ist auf die Bedürfnisse der Flugpassagiere ausgerichtet. So besitzen die eingesetzten Züge zwar weniger Sitzplätze, dafür jedoch Gepäckregale. Darüber hinaus bestand für einige Jahre die Möglichkeit, bereits in Nuevos Ministerios das Fluggepäck aufzugeben, was allerdings 2006 aus Sicherheitsgründen wieder abgeschafft wurde. An den Bahnsteigen sind Bildschirme vorhanden, welche die Fahrgäste über Verspätungen und Annullierungen von Flügen informieren.

## Geschichte
Als 1995 das ehrgeizige Ausbauprogramm der Metro Madrid beschlossen wurde, war zunächst lediglich eine Verbindung zwischen Mar de Cristal und dem Messezentrum Feria de Madrid vorgesehen. Die Planer verwarfen aus Lärmschutzgründen eine teilweise oberirdische Linienführung und zogen eine vollständig unterirdische Strecke vor.
Der Beschluss, auch den Flughafen an die neue Linie anzubinden, fiel erst 1997 nach jahrelangen Verhandlungen und Planungen. Im Gespräch gewesen waren auch Renfe-Eisenbahnlinien vom Bahnhof Chamartín und von der Strecke nach Alcalá de Henares aus sowie Verlängerungen der Metrolinien L-5 und L-7.
Am 14. Juni 1998 eröffnete König Juan Carlos I. den Abschnitt zwischen Mar de Cristal und der Flughafenstation Aeropuerto, der Abschnitt nach Barajas folgte am 7. September desselben Jahres. Obwohl die L-8 eine Großprofillinie ist, verkehrten während der ersten vier Jahre Kleinprofilzüge der Baureihe 2000, weil noch keine Verbindung zum übrigen Großprofilnetz bestand; die Bahnsteige mussten provisorisch verbreitert werden. Mit der Verlängerung der Strecke nach Nuevos Ministerios am 21. Mai 2002 konnte diese Maßnahme entfallen. Am 3. Mai 2007 wurde die neue Endstation Aeropuerto T4 eröffnet,  die den Anschluss an das 2005 fertiggestellte neue Flughafenterminal T4 herstellt.
Von 1982 bis 1998 trug eine andere Linie die Bezeichnung L-8. Dabei handelte es sich um den nördlichen Teil der heutigen L-10.